# 旅人 (高杉さと美の曲)
「旅人」（たびびと）は、2007年6月6日にリリースされた高杉さと美のデビューシングル。

## 概要
- 高杉にとっては、歌手デビュー作品であるとともに、芸能界への再デビュー作品でもある。
- 新人歌手としては異例の大々的なプロモーションが展開され、オリコンチャート初登場10位を記録するヒットとなった。この記録は2011年にぱすぽ☆の「少女飛行」が1位を獲得するまでプラチナムプロダクション系列所属者の楽曲としては最高順位であった。
- 初回盤仕様には、「旅人」のアレンジ・バージョンやミュージッククリップのメイキングなどが特典として収録されている。
- 着うたフルでは、CD未収録の「旅人 -PV Mix-」が配信された。

## 楽曲説明
旅人
- 2006年放送の『西遊記』のBGMのひとつをベースに作曲されている。
- 旅人の心の支えを歌った曲である。
- 主要な演奏楽器に二胡、箏、尺八などが使用された。
- 初回盤にはこの曲のアレンジ・バージョンがボーナス・トラックとして収録されている。

ベランダの花
- 曲を手がけた古内東子が、高杉さと美のために書き下ろした曲である。
- テーマは「失ってしまった恋」で、それに対して女性が抱く心情や感情に、高杉と古内の経験など元にして書かれた。

## 収録楽曲
1. 旅人 （作詞：坂元裕二　作曲：武部聡志 編曲：TATOO）
2. ベランダの花 （作詞・作曲：古内東子 編曲：CUBE JUICE）
3. 旅人-Istrumental- （作曲：武部聡志 編曲：TATOO）
4. ベランダの花-Istrumental- （作曲：古内東子 編曲：CUBE JUICE）
5. 旅人-Town Mix- （作詞：坂元裕二 作曲：武部聡志 編曲：-） - Bonus Track

## 収録内容

### 初回プレス CD + DVD
DISC-1（CD）
1. 旅人
2. ベランダの花
3. 旅人-Istrumental-
4. ベランダの花-Istrumental-
5. 旅人-Town Mix（Bonus Track）-

DISC-2（DVD）
1. 旅人-Music Video-
2. 映画『西遊記』予告編
3. 映画「西遊記」プロモーション用「旅人」映像（Bonus Movies）
4. Making of 「旅人」映像（Bonus Movies）

### 初回プレス CD
1. 旅人
2. ベランダの花
3. 旅人-Istrumental-
4. ベランダの花-Istrumental-
5. 旅人-Town Mix（Bonus Track）-

### CD + DVD
DISC-1（CD）
1. 旅人
2. ベランダの花
3. 旅人-Istrumental-
4. ベランダの花-Istrumental-

DISC-2（DVD）
1. 旅人-Music Video-
2. 映画『西遊記』予告編

### CD
1. 旅人
2. ベランダの花
3. 旅人-Istrumental-
4. ベランダの花-Istrumental-

## タイアップ
旅人
- 東宝 『映画 西遊記』 - イメージテーマソング（本編では使用されていない）
- フジテレビ『魁!音楽番付』 - 6月度オープニングテーマ